# Комори (Муреш)
Комори (рум. Comori) насеље је у Румунији у округу Муреш у општини Гургиу. Oпштина се налази на надморској висини од 453 m.

## Становништво
Према подацима из 2002. године у насељу је живело 237 становника, од којих су сви румунске националности.